# Santuário de Santa Cruz dos Milagres
O Santuário Arquidiocesano de Santa Cruz dos Milagres  é um templo católico do Piauí, localizado a 180 km da capital Teresina.

## História
A devoção à Santa Cruz que dá nome à cidade surgiu há mais de duzentos anos, no século XIX. A história remete a uma cruz fincada por um beato, entre as pedras do Rio São Nicolau com ajuda de um vaqueiro, que lhe prometera que ali haveria de acontecer muitos milagres, os acontecimentos fizeram com que ocorressem romarias para o local, onde hoje está situada a igreja matriz.
A devoção se espalhou com a revelação do primeiro milagre por intercessão da Divina Santa Cruz. segundo o qual a filha do vaqueiro, já desenganada, curou-se após banhar-se no Olho D’água da Santa Cruz.
Um novo santuário, foi construído com doações dos fiéis, teve sua capacidade aumentada para mais de 3.500 mil pessoas sentadas e foi inaugurado no dia 10 de janeiro de 2016. Após 5 anos de obras o Novo Santuário passa a contar com sacristia, sala de confissões, capela do batismo, capela do Santíssimo Sacramento, salas de apoio, reitoria, banheiros, quarto de descanso para os padres, sala de imprensa, cabine de som e Hall de informações. O santuário é o maior templo católico do Piauí.
Há uma relíquia da Terra Santa no santuário. No altar do templo, há um nicho com uma pedra do Monte Calvário.

## Pontos de peregrinação
O Olho D´água de Santa Cruz dos Milagres é um dos seus principais pontos de peregrinação, sendo buscado pelos fiéis pelas águas consideradas milagrosas.
A cruz venerada no Santuário é feita de madeira rústica chamada de “chapadeiro”, da própria região, medindo 1,5 m de comprimento, com 0,80 de envergadura, presa ao centro com um prego de ferro.

## Festividades
Ao longo do ano, três eventos importantes são celebrados pelo Santuário. A romaria em Santa Cruz dos Milagres é considerada a terceira maior do Nordeste.

### Invenção da Santa Cruz
Em 03 de maio, os fiéis celebram a Invenção de Santa Cruz, festa que lembra a descoberta da cruz de Jesus Cristo por Santa Helena, a mãe do imperador Constantino, em 326, no antigo Império Romano. Entre os exercícios espirituais praticados pelos fiéis no evento, estão gestos penitenciais, como se ajoelhar, beijar o chão do Santuário Arquidiocesano e rezar 100 Ave-Marias na véspera e no dia. Também é rezada a tradicional Oração da Invenção da Santa Cruz, que exalta a cruz de Cristo e pede proteção a Deus para que afaste os cristãos do mal.

### Exaltação da Santa Cruz
A romaria acontece ao longo do ano, mas atinge seu ápice durante o mês de setembro, especialmente no dia 14, quando se celebra a Festa da Exaltação da Santa Cruz. Nessa data, ocorrem os eventos centrais, que incluem missas e celebrações eucarísticas, procissão luminosa e novenas.

### Encontro dos Santos
No segundo domingo de novembro, é festejado o Encontro dos Santos, no qual os fiéis trazem as imagens de seus padroeiros que seguem com a Imagem da Santa Cruz durante a tradicional romaria em direção ao Santuário, rendendo graças e Deus e pedindo por intercessão de todos os Santos.